# Паньковка (река, впадает в Байкал)
Паньковка — река в России, протекает в Слюдянском районе Иркутской области. Впадает в озеро Байкал.

## География
Река Паньковка берёт начало на высоте около 1000 м на северо-восточном склоне Редколесного хребта. Течёт на север через кедровые и пихтовые леса. Устье реки находится в Новоснежнинском муниципальном образовании близ поселка Паньковка 1-я. Длина реки составляет 14 км.

## Данные водного реестра
По данным государственного водного реестра России относится к Ангаро-Байкальскому бассейновому округу, водохозяйственный участок реки — Бассейны рек южной части оз.Байкал в междуречье рек Селенга и Ангара. Речной бассейн реки — бассейны малых и средних притоков южной части оз. Байкал.
Код объекта в государственном водном реестре — 16020000112116300020897.